# Bijjejaure
Bijjejaure är en sjö i Bergs kommun i Härjedalen och ingår i Ljusnans huvudavrinningsområde. Sjön har en area på 0,215 kvadratkilometer och ligger 958,4 meter över havet. Sjön avvattnas av vattendraget Daddån.

## Delavrinningsområde
Bijjejaure ingår i det delavrinningsområde (696720-133519) som SMHI kallar för Utloppet av Bijjejaure. Medelhöjden är 1 070 meter över havet och ytan är 11,14 kvadratkilometer. Det finns inga avrinningsområden uppströms utan avrinningsområdet är högsta punkten. Daddån som avvattnar avrinningsområdet har biflödesordning 3, vilket innebär att vattnet flödar genom totalt 3 vattendrag innan det når havet efter 414 kilometer. Avrinningsområdet består mestadels av kalfjäll (97 procent). Avrinningsområdet har 0,31 kvadratkilometer vattenytor vilket ger det en sjöprocent på 2,8 procent.